# 5270 Kakabadze
5270 Kakabadze eller 1979 KR är en asteroid i huvudbältet som upptäcktes den 19 maj 1979 av den danske astronomen Richard West vid La Silla-observatoriet. Den är uppkallad efter den georgiske avantgardistiske konstnären David Kakabadze (1889–1952).